# Голенівка (Коростишівський район)
Голенівка (Єленівка, Оленівка, рос. Еленовка, Геленовка) — колишня колонія у Осиково-Копецькій сільській раді Коростишівського району Волинської округи Української РСР.

## Населення
У 1896 році в поселенні налічувалося 142 мешканці, у 1900 році — 154 особи, з них 76 чоловіків та 78 жінок, дворів — 20, у 1924 році — 59 осіб (з перевагою населення польської національности), дворів — 14.

## Історія
Колишнє лютеранське поселення, лежало південніне Радомисля. Лютеранські парафії — Київ та Радомисль. Була школа.
Наприкінці 19 століття — поміщицька колонія Коростишівської волості Радомисльського повіту Київської губернії. Відстань до повітового центру м. Радомисль — 30 верст, до волосного центру містечка Коростишів, де знаходилися також найближчі телеграфна та поштові земська й казенна станції — 5 верст, до найближчої залізничної станції Житомир — 32 версти, до найближчої пароплавної станції в Києві — 95 верст. Основним заняттям мешканців було землеробство. В поселенні числилося 123 десятини землі, яка належала Ельці Розенберг та перебувала в оренді у німців-колоністів. В колонії була школа грамоти.
У 1923 році включена до складу новоствореної Шахворостівської сільської ради, яка 7 березня 1923 року увійшла до складу новоутвореного Коростишівського району Малинської округи. 27 жовтня 1926 року підпорядковане новоутвореній Осиково-Копецькій сільській раді Коростишівського району Волинської округи.
Виключена з обліку населених пунктів до 1 жовтня 1941 року.